# 松井裕美
松井 裕美（まつい ひろみ、1985年 - ）は、日本の美術史学者。東京大学准教授。専門は近現代フランス美術史（特にキュビスム）。

## 略歴
京都市生まれ。2008年東京大学文学部歴史文化学科美術史学専修課程卒、2010年東京大学大学院人文社会系研究科修士課程修了、2015年東京大学大学院総合文化研究科超域文化科学専攻比較文学比較文化コース博士課程退学。2015年、パリ西大学ナンテール・ラ・デファンス校にて博士号取得（美術史学）。日本学術振興会特別研究員、2015年名古屋大学大学院文学部特任講師、2017年名古屋大学高等研究院YLC特任助教、2018年神戸大学国際文化研究科専任講師。2021年准教授、2022年東京大学大学院総合文化研究科准教授。

## 受賞
2016年に第5回「名古屋大学石田賞」受賞。
2020年、著書『キュビスム芸術史──20世紀西洋美術と新しい〈現実〉』により第32回和辻哲郎文化賞（学術部門）受賞。2021年、神戸大学の優秀若手研究者賞を受賞。 

## 著訳書
著書
- Construction et Définition du Corps, 共編著、Les Editions de Net、2015年
- Images de guerres au XXe siècle, du cubisme au surréalisme, 編著、Les Editions de Net、2017年
- 『キュビスム芸術史──20世紀西洋美術と新しい〈現実〉』名古屋大学出版会、2019年（第32回和辻哲郎文化賞（学術部門）受賞）
- 『もっと知りたいキュビスム』東京美術、2023年

編著
- 『古典主義再考I──西洋美術史における「古典」の創出』（木俣元一と共編）中央公論美術出版、2021年
- 『古典主義再考II──前衛美術と「古典」』（木俣元一共編）中央公論美術出版、2021年
- 『レアリスム再考──諸芸術における〈現実〉概念の交叉と横断』三元社、2023年

翻訳
- ジョルジュ・ディディ=ユベルマン『受苦の時間の再モンタージュ』森元庸介共訳、ありな書房、2017年
- デイヴィッド・コッティントン『現代アート入門』名古屋大学出版会、2020年
- カジャ・シルヴァーマン『アナロジーの奇跡――写真の歴史』礒谷有亮共訳、月曜社、2022年